# Ramon Saldias
Ramón Saldias (Bidart, Francia, 1938 - ) es un director de cine, director de fotografía y guionista vasco.

## Biografía
Saldias nació en Bidart pero su familia se trasladó a San Sebastián a consecuencia de la Segunda Guerra Mundial. Siendo adolescente, con 14 años, comenzó a experimentar con dibujos animados básicos y el cine experimental tras comprar su primera cámara Pathé Baby de 9.5 mm.
En la época que vivió en Canarias trabajó en la televisión local. Es el fundador de la productora Aske Film y por medio de esta ha realizado varios documentales, películas y anuncios.

## Carrera
El trabajo de Saldias comienza con las pruebas que hizo por su cuenta en la adolescencia. De simples dibujos animados hechos a mano y el cine experimental pasó a realizar anuncios y documentales, y más adelante, montaje de películas, documentales turísticos, etcétera. 
Fue corresponsal de Cinedis y realizó algunos trabajos para Televisión Española. Más adelante, fundó la productora Ikastor Films con Jesús Almendros, José Luis Arza y José Manuel Gorospe en San Sebastián. El primer trabajo del curso fue Miradas (1969). El cortometraje, dirigido por Jesús Almendros, y con Saldias como director de fotografía, recibió el Premio del Instituto de Cultura Hispánica en el Festival Internacional de Cine de San Sebastián. Posteriormente, produjeron Tiempo de África (1969) y Estropada Berria (1970).
Alrededor de 1969, trabajó de montador en Estudios Castilla, en Madrid. Por motivos laborales, Saldias y sus compañeros de Ikastor se trasladaron a vivir a Canarias, dando fin a su etapa en esta productora.
En 1970 fue director de fotografía en la película Contactos de Paulino Viota. Este fue el primer trabajo de Saldias en una película comercial larga. El segundo, fue en Ópalo de fuego la película de Jesús Franco en 1980. La dirección de fotografía de este film se atribuye a Gérard Brisseau pero, según Saldias, a consecuencia de un enfrentamiento con el director, este puso mal su nombre, "Zaldia", y añadió otro par de nombres.
Saldias, en 1973, funda la productora Aske Films en Las Palmas de Gran Canaria y a traés de ella, en 1979, filma su primera película, El camino Dorado. Esta película basada en el material que recopiló al hacer un documental sobre alcohólicos no obtuvo un gran éxito por problemas con la distribución. Se presentó en la Sección de Nuevos Realizadores del Festival Internacional de Cine de San Sebastián ese mismo año. En 2019, para celebrar el 40 aniversario de su estreno, la sección Canarias Cinema del 19º Festival Internacional de Cine de Las Palmas de Gran Canaria homenajeó esta primera película canaria de distribución internacional.
En 1980, cuando vivía en las Islas Canarias, rodó Kárate contra mafia. Esta película rodada en una semana en Las Palmas, fue la primera película de kárate de Europa. Años más tarde de su estreño ha ganado cierto estatus a raíz de un premio que del festival de cine CutreCon. Al duplicar la única copia que existía la salvaron de desaparecer, ya que ardió en la última proyección.
En 1998, realizó una serie de animación basado en un corto suyo, El chou de Cho-Juaa. Televisión Española no lo compró porque no se entendía el acento canario de los personajes pero sí se emitió en el circuito de Canarias de Antena 3 Televisión; en en México y en Sudáfrica, traducido al inglés y con otro nombre.

## Premios
- Premio honorífico Jess Franco (CutreCon, 2015): por la película Karate contra mafia.

En honor a Ramón Saldias, la CutreCon ha creado en 2018 el premio "“Sah-Di-Ah", a la aportación al cine cutre.

## Filmografía principal

### Director de fotografía
- La caja (2006)
- España, una fiesta (1985)
- Bernegal (1978)
- El chou de Cho-Juaa (1978)
- Fuerteventura, playa dorada (1977)
- Al sur de Gran Canaria (1976)
- Insólito Lanzarote (1976)
- Estropada berria (1973)
- Lanzarote (1971)
- Contactos (1970)
- Miradas (1969)

### Director y guionista
- El despiste de Cho-Juaa (1996)
- Kárate contra La mafia (1980)
- El camino dorado (1979)
- Bernegal (1978)
- El chou de Cho-Juaa (1978)
- Póker de sol (1971)